# 타락한 마음 살인
타락한 마음 살인은 인간생명에 대한 추호의 고려없이 행동하여 죽음에 이르게 하는 것을 말하며 미국법상 살인죄에 해당한다. 보통 2급 살인으로 본다. 대표적인 예로 러시안 룰렛 게임을 들 수 있다.